# 八代市立第一中学校
八代市立第一中学校（やつしろしりつ だいいちちゅうがっこう）は、熊本県八代市北の丸町にある市立中学校。

## 沿革
- 1947年（昭和22年）4月 - 八代市立代陽中学校設立
- 1949年（昭和24年）4月 - 八代市立第三中学校と変更
- 1950年（昭和25年）4月1日 - 八代市立第一中学校と変更
- 1961年（昭和36年）3月31日 - 大築島分校を廃止

## アクセス
- バス
  - 産交バス「八代市役所前」より徒歩約12分
  - 産交バス「松江通り」より徒歩約5分

- 自家用車
  - 八代ICより車で約22分
  - 八代駅より車で約10分
  - 新八代駅より車で約20分

## 周辺施設
八代市の中心部に位置しており、周辺には施設が多い。
- 八代宮
- 八代市役所
- 松濱軒
- 松井神社
- 熊本県警察 八代警察署
- 熊本日日新聞八代支社
- 八代市立博物館・未来の森ミュージアム
- 八代市立代陽小学校（隣接）
- 八代市立八代小学校
- 八代市立図書館
- 熊本県立八代東高等学校
- 熊本県立八代高等学校

## 関係者

### 卒業生
- 松中信彦 - 元プロ野球選手、プロ野球コーチ[1]